# Roberto Oliván
Roberto Oliván   (Tortosa, 12 de novembre de 1972) és un coreògraf català format a l'Institut del Teatre de Barcelona i a l'escola P.A.R.T.S. de la coreògrafa Anne Teresa de Keersmaeker (Rosas), amb qui ha treballat en diferents espectacles. Olivan va fundar a Bèlgica, l'any 2001, la seva pròpia companyia Enclave Arts del Moviment, coneguda actualment com a R.O.P.A. - Roberto Olivan Performing Arts, amb la qual ha creat nombrosos espectacles que s'han vist arreu del món. Actualment té la seu a L'Obrador - Espai de Creació, a Deltebre.
Roberto Olivan és fundador i director artístic del Festival Deltebre Dansa, esdeveniment internacional celebrat cada any des del 2004 que combina un programa d'espectacles de dansa i circ contemporani amb els tallers de formació amb professionals de prestigi.
Olivan també crea encàrrecs per a companyies de dansa, universitats, escoles, conservatoris i centres de dansa de tot el món. La seva carrera ha sigut molt versàtil. En els darrers anys, ha estat impartint classes i tallers per tot el món, a més de desenvolupar la seva carrera com a coreògraf i ballarí al sector cinematogràfic. Ha sigut el director artístic d'importants esdeveniments culturals i membre del jurat en diversos concursos de dansa. Ha participat en trobades sectorials del Departament de Cultura de la Generalitat de Catalunya i forma part del Consell Assessor de Cultura de la Generalitat de Catalunya a l'àrea de les Terres de l'Ebre.
També ha estat considerat com un dels 25 exemples més rellevants de dansa per l'European Dancehouse Network.
Carrera intensa reconeguda mundialment: Premi Nacional de Cultura 2014 (Catalunya), Premi Ciutat de Barcelona 2013 (Catalunya), Premi FAD Sebastià Gasch de les Arts Parateatrals 2012 (Catalunya) i Premi a la Creació Contemporània SACD 2001 (Bèlgica) de la Société des Auteurs et Compositeurs Dramatiques, a més de diverses nominacions.

## L'Obrador - Espai de Creació

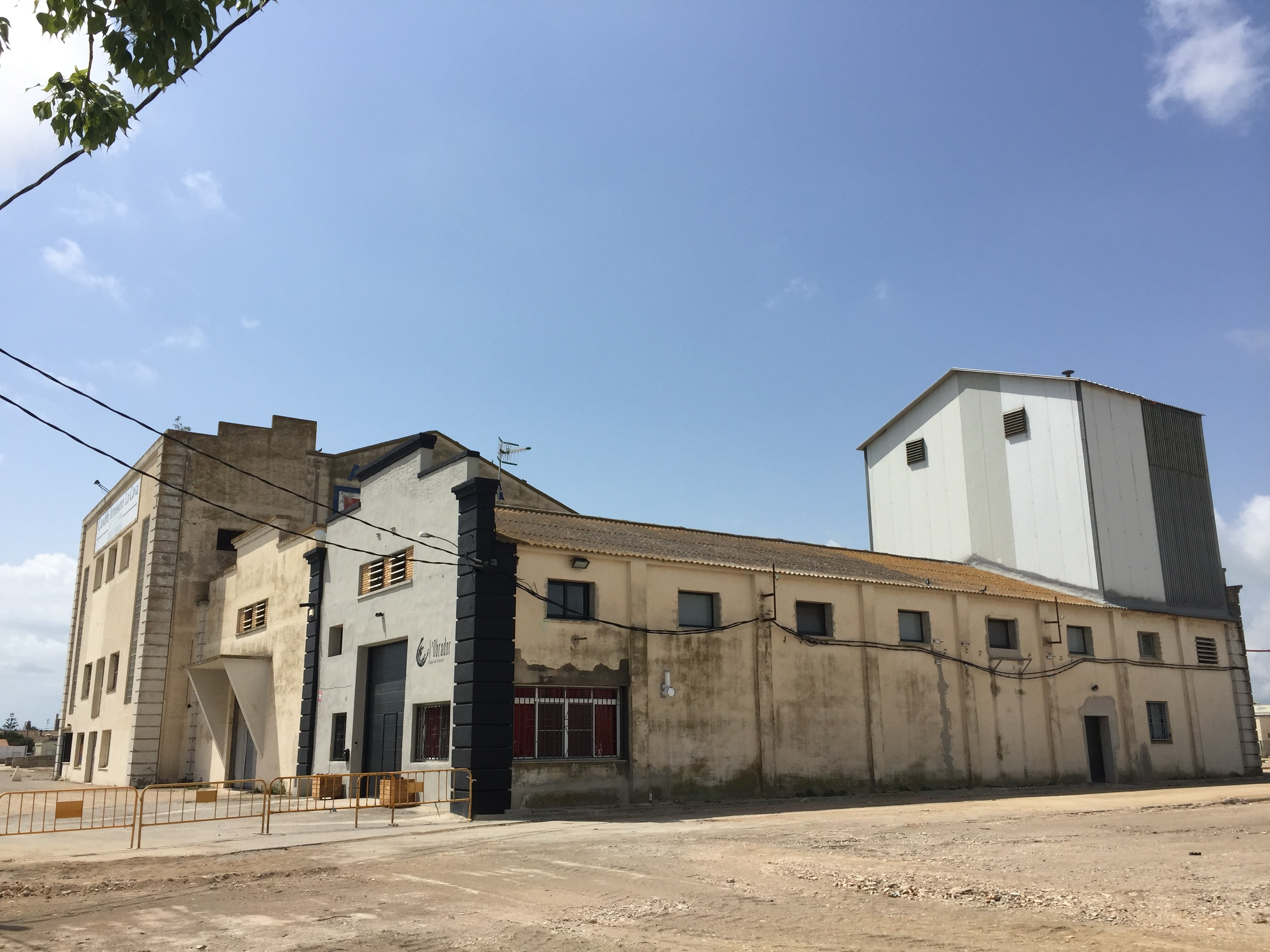
L'Obrador

L'Obrador - Espai de Creació, inaugurat el 2017, és la seu oficial de la companyia de Roberto Oliván. És un espai cedit per l'Ajuntament de Deltebre ubicat a l'antic edifici de la Cambra Arrossera. El projecte neix amb la voluntat de desestacionalitzar l'activitat artística al municipi i d'obrir les portes a la creació internacional. L'Obrador’ acollirà l'activitat continuada de la companyia a més de donar suport en la programació del Festival Deltebre Dansa.

## Espectacles
Espectacles produïts per la companyia de Roberto Olivan:
- Natural Strange Days
- Landmark
- Homeland
- De farra
- Mermaid's call
- Melodia universal
- A place to bury strangeres
- Natural srtange days
- Lonely together
- Cuculand Souvenir, que s'estrenarà l'abril del 2018.[3]

## Premis i reconeixements
- 2014 - Premi Nacional de Cultura.[6]
- 2013 - Premi Ciutat de Barcelona[7]
- 2012 - Premi FAD Sebastià Gasch de les Arts Parateatrals
- 2001 - Premi a la Creació Contemporània SACD (Bèlgica) de la Société des Auteurs et Compositeurs Dramatiques